# كريس ماكينستري
كينيث كريستوفر ماكينستري (1967، فبراير 12 – 2006، يناير 23) كان باحث في الذكاء الاصطناعي. قاد تطوير مشروع MISTIC الذي تم اطلاقه في مارس من عام 1996. أنشئ مشروع Mindpixel في يوليو من عام 2000، واغلقه في ديسمبر 2005. توافق عمل ماكينستري في الذكاء الاصطناعي ووفاته المبكرة مع باحث اخر في الذكاء الاصطناعي معاصر له، بوش سينغ ومشروع أوبن مايند كومون سينس MIT الخاص به.

## حياته
كان ماكينستري مواطنا كنديا. ولد في وينيبيغ، أقام عدة سنوات في تشيلي. عاش في أنتوفاغاستا كعامل VLT للمرصد الأوروبي الجنوبي منذ عام 1999. في نهاية 2004، عاد إلى سانتياغو، تشيلي. معانيا من اضطراب ثنائي القطب، تعرض ماكينستري لمواجهة مسلحة مع الشرطة في تورنتو في عام 1990.
كان معروفا على الإنترنت بمناقشة تعاطيه للمخدرات وتقديم ادعاءات مبالغ فيهل عن تقنياته. ادعى انه أصبح مليونيرا في عمر السابعة عشرة من اختراعه نظام حماية النسخ «تم تسويقها تحت أسماء oxylok، prolock، وmediaguard»، ولكن لم يتم اثبات هذه الادعاءات. في فبراير من عام 1997، بدء كريس ماكينستري مسلسلا ميلودراميا CR6. بحسب الصحفي بارتلي كيفز، ما يقارب ال700 شخص قامو بتجارب الأداء لهذا العرض، الذي استمر لشهرين فقط قبل ان يقوم ماكينستري بمغادرة وينيبيغ  «بديون مقدرة تتجاوز ال100,000$». ادعى ماكينستري لاحقا خسارته لمليون دولار في عرض CR7 الفاشل، والعديد من الأشخاص الذين قام بتوظيفهم لبناء المسلسل الميلودرامي، بما فيهم المصورون، الكتاب، المخرج، وعدت شركات بارزة، لم يحصلوا على أي من المبالغ المستحق لهم من قبل العرض لعملهم.
قبل موته، صمم ماكينستري تجربة مع عالمين معروفين لدراسة ديناميات عمليات التفكير باستخدام بيانات من مشروع Mindpixel الخاص به. تم نشر هذا العمل في مجلة العلم النفسي في إصدار يناير عام 2008، مع ماكينستري كمؤلف أول بعد وفاته.

## وفاته
عثر على كريس ماكينستري ميتا في شقته في يناير 23، عام 2006 بكيس بلاستيكي فوق رأسه، متصل بخرطوم من خط غاز الموقد. كما وعثر على مذكرة انتحار نشرها عبر الإنترنت.
كان هناك بعض المذكرات العامة مشابه لانتحار كريس ماكينستري والمذكرة الخاصة ببوش سينغ، باحث اخر في الذكاء الاصطناعي، بعد أكثر من شهر بقليل. كلا من مشروعهما، مشروع ماكينستري Mindpixel ومشروع سينغ أوبن مايند كومون سينس-MIT، كان له مسارات مشابه خلال الست سنوات الأخيرة. تم التأكد من ان وفاته كانت انتحارا.

## في الاعلام
كان ماكينستري موضوع برنامجا وثائقا في عام 2010 بعنوان The Man Behind the Curtain يروي قصة عمله المبتكر وصراعه مع مشاكل صحته العقلية.

## مقالات
- [18]"Minimum Intelligent Signal Test: An Alternative Turing Test", Canadian Artificial Intelligence, No.41
- "A Closer Look at Life in the Summer of '76", Mindjack, 2001
- "Passage through science", Mindjack, 2001
- "Twenty Twenty: Astronomical Vision", Mindjack, 2002
- [19]"A Hacker Goes to Iraq", 2600: The Hacker Quarterly, 2003